# All-NBA Development League Rookie Team
All-NBA Development League Rookie Team – umowna drużyna NBA Development League wybierana corocznie poprzez głosowanie, w celu wyróżnienia najlepszych debiutantów ligi. W głosowaniu biorą udział trenerzy wszystkich zespołów ligi. Nie mogą oni jednak głosować na zawodników, z własnych drużyn.
Składy najlepszych debiutantów są wybierane od rozgrywek 2010/11. Od sezonu 2012/13 zaczęto wybierać trzy zespoły defensorów, wcześniej wybierano bowiem dwa.
Zawodnicy otrzymują pięć punktów w głosowaniu do pierwszego składu, trzy do drugiego i jeden do trzeciego. Pięciu graczy, którzy uzyskali najwyższe noty zostaje zaliczonych do pierwszej drużyny najlepszych graczy ligi, kolejnych pięciu do drugiej itd. W przypadku remisu w punktacji składy są rozszerzane.
Od sezonu 2015/16 liga zawęziła oficjalnie wybór najlepszych debiutantów tylko do jednego składu.

## All–D–League Rookie Teams

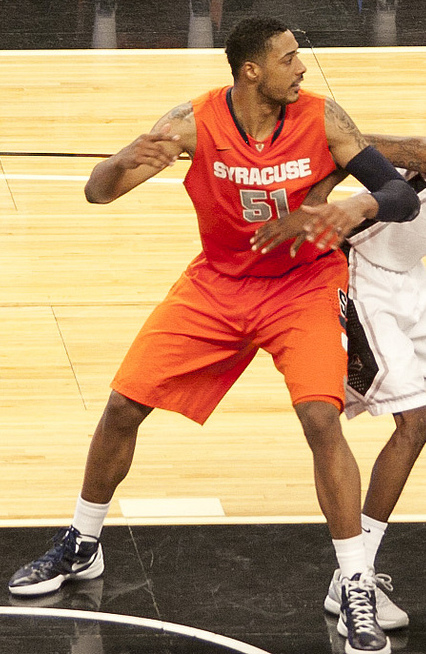
Brazylijczyk Fab Melo wybrany do składu najlepszych debiutantów w 2013 roku.

| ^            | Oznacza zawodnika, który zdobył w tym samym sezonie tytuł debiutanta roku                    |
| Zawodnik (X) | Cyfra w nawiasie oznacza, który raz zawodnik został wybrany do składu all-league rookie team |
| (tie)        | oznacza wynik ex-aequo w głosowaniu                                                          |

| Sezon   | Pierwsza drużyna | Pierwsza drużyna         | Druga drużyna      | Druga drużyna            |
| Sezon   | Zawodnik         | Zespół                   | Zawodnik           | Zespół                   |
| ------- | ---------------- | ------------------------ | ------------------ | ------------------------ |
| 2010–11 | Patrick Sullivan | Rio Grande Valley Vipers | Jamar Smith        | Maine Red Claws          |
| 2010–11 | DeShawn Sims^    | Maine Red Claws          | Tasmin Mitchell    | Erie BayHawks            |
| 2010–11 | Scottie Reynolds | Springfield Armor        | Elijah Millsap     | Tulsa 66ers              |
| 2010–11 | Jerome Dyson     | Tulsa 66ers              | Chas McFarland     | Springfield Armor        |
| 2010–11 | Marqus Blakely   | Iowa Energy              | Mouhammad Faye     | Rio Grande Valley Vipers |
| 2011–12 | Edwin Ubiles^    | Dakota Wizards           | Jamie Vanderbeken  | Bakersfield Jam          |
| 2011–12 | Malcolm Thomas   | Los Angeles D-Fenders    | Mychel Thompson    | Erie BayHawks            |
| 2011–12 | Greg Smith       | Rio Grande Valley Vipers | D.J. Kennedy       | Erie BayHawks            |
| 2011–12 | Cameron Jones    | Fort Wayne Mad Ants      | Kyle Gibson        | Canton Charge            |
| 2011–12 | Dwight Buycks    | Tulsa 66ers              | Mustapha Farrakhan | Bakersfield Jam          |

| Sezon   | Pierwsza drużyna  | Pierwsza drużyna         | Druga drużyna       | Druga drużyna            | Druga trzecia       | Druga trzecia            |
| Sezon   | Zawodnik          | Zespół                   | Zawodnik            | Zespół                   | Zawodnik            | Zespół                   |
| ------- | ----------------- | ------------------------ | ------------------- | ------------------------ | ------------------- | ------------------------ |
| 2012–13 | Tony Mitchell^    | Fort Wayne Mad Ants      | Micheal Eric        | Canton Charge            | Tony Taylor         | Tulsa 66ers              |
| 2012–13 | Kris Joseph       | Springfield Armor        | Dominique Sutton    | Tulsa 66ers              | James Nunnally      | Bakersfield Jam          |
| 2012–13 | Fab Melo          | Maine Red Claws          | Glen Rice Jr.       | Rio Grande Valley Vipers | Toure' Murry        | Rio Grande Valley Vipers |
| 2012–13 | Jorge Gutiérrez   | Canton Charge            | Christapher Johnson | Rio Grande Valley Vipers | Chris Cooper        | Bakersfield Jam          |
| 2012–13 | Scott Machado     | Santa Cruz Warriors      | JaMychal Green      | Austin Toros             | Carlon Brown        | Idaho Stampede           |
| 2013–14 | Adonis Thomas^    | Springfield Armor        | James Southerland   | Los Angeles D-Fenders    | Trey McKinney-Jones | Fort Wayne Mad Ants      |
| 2013–14 | Alex Oriakhi      | Sioux Falls Skyforce     | Zeke Marshall       | Maine Red Claws          | C.J. Leslie         | Erie BayHawks            |
| 2013–14 | Frank Gaines      | Maine Red Claws          | Grant Jerrett       | Tulsa 66ers              | Jordan Henriquez    | Rio Grande Valley Vipers |
| 2013–14 | Seth Curry        | Santa Cruz Warriors      | P.J. Hairston       | Texas Legends            | Jackie Carmichael   | Iowa Energy              |
| 2013–14 | Robert Covington^ | Rio Grande Valley Vipers | Troy Daniels        | Rio Grande Valley Vipers | Chris Babb          | Maine Red Claws          |
| 2014–15 | Jerrelle Benimon  | Idaho Stampede           | Jabari Brown        | Los Angeles D-Fenders    | Sim Bhullar         | Reno Bighorns            |
| 2014–15 | Khem Birch        | Sioux Falls Skyforce     | C.J. Fair           | Fort Wayne Mad Ants      | Semaj Christon      | Oklahoma City Blue       |
| 2014–15 | Bryce Cotton      | Austin Spurs             | Shawn Jones         | Sioux Falls Skyforce     | Andre Dawkins       | Sioux Falls Skyforce     |
| 2014–15 | Tim Frazier^      | Maine Red Claws          | David Stockton      | Reno Bighorns            | Roscoe Smith        | Los Angeles D-Fenders    |
| 2014–15 | James McAdoo      | Santa Cruz Warriors      | Talib Zanna         | Oklahoma City Blue       | David Wear          | Reno Bighorns            |
| 2015–16 | Will Cummings     | Rio Grande Valley Vipers |                     |                          |                     |                          |
| 2015–16 | Dakari Johnson    | Oklahoma City Blue       |                     |                          |                     |                          |
| 2015–16 | J.J. O’Brien      | Idaho Stampede           |                     |                          |                     |                          |
| 2015–16 | Quinn Cook^       | Canton Charge            |                     |                          |                     |                          |
| 2015–16 | Greg Whittington  | Sioux Falls Skyforce     |                     |                          |                     |                          |
| 2016–17 | Jalen Jones       | Maine Red Claws          |                     |                          |                     |                          |
| 2016–17 | Abdel Nader^      | Maine Red Claws          |                     |                          |                     |                          |
| 2016–17 | David Nwaba       | Los Angeles D-Fenders    |                     |                          |                     |                          |
| 2016–17 | Alex Poythress    | Fort Wayne Mad Ants      |                     |                          |                     |                          |
| 2016–17 | Isaiah Taylor     | Rio Grande Valley Vipers |                     |                          |                     |                          |
| 2017–18 | Antonio Blakeney^ | Windy City Bulls         |                     |                          |                     |                          |
| 2017–18 | Thomas Bryant     | South Bay Lakers         |                     |                          |                     |                          |
| 2017–18 | Nigel Hayes       | Westchester Knicks       |                     |                          |                     |                          |
| 2017–18 | Rodney Purvis     | Lakeland Magic           |                     |                          |                     |                          |
| 2017–18 | Amile Jefferson   | Iowa Wolves              |                     |                          |                     |                          |
| 2018–19 | Ángel Delgado^    | Agua Caliente Clippers   |                     |                          |                     |                          |
| 2018–19 | Yante Maten       | Sioux Falls Skyforce     |                     |                          |                     |                          |
| 2018–19 | Theo Pinson       | Long Island Nets         |                     |                          |                     |                          |
| 2018–19 | Duncan Robinson   | Sioux Falls Skyforce     |                     |                          |                     |                          |
| 2018–19 | Chris Chiozza     | Capital City Go-Go       |                     |                          |                     |                          |
| 2019–20 | Tremont Waters^   | Maine Red Claws          |                     |                          |                     |                          |
| 2019–20 | Marial Shayok     | Delaware Blue Coats      |                     |                          |                     |                          |
| 2019–20 | Donta Hall        | Grand Rapids Drive       |                     |                          |                     |                          |
| 2019–20 | Devontae Cacok    | South Bay Lakers         |                     |                          |                     |                          |
| 2019–20 | Jarrell Brantley  | Salt Lake City Stars     |                     |                          |                     |                          |
| 2020–21 | Paul Reed^        | Delaware Blue Coats      |                     |                          |                     |                          |
| 2020–21 | Mamadi Diakite    | Lakeland Magic           |                     |                          |                     |                          |
| 2020–21 | Malachi Flynn     | Raptors 905              |                     |                          |                     |                          |
| 2020–21 | Kenyon Martin Jr. | Rio Grande Valley Vipers |                     |                          |                     |                          |
| 2020–21 | Brodric Thomas    | Canton Charge            |                     |                          |                     |                          |